# Sračinec
Sračinec  è un comune della Croazia di 4 714 abitanti della regione di Varaždin.